# Wood River (Nebraska)
Wood River és una població dels Estats Units a l'estat de Nebraska. Segons el cens del 2000 tenia 1.204 habitants.

## Demografia
Segons el cens del 2000, Wood River tenia 1.204 habitants, 456 habitatges, i 320 famílies. La densitat de població era de 645,6 habitants per km².
Dels 456 habitatges en un 34,4% hi vivien nens de menys de 18 anys, en un 59,6% hi vivien parelles casades, en un 6,1% dones solteres, i en un 29,8% no eren unitats familiars. En el 27% dels habitatges hi vivien persones soles el 15,1% de les quals corresponia a persones de 65 anys o més que vivien soles. El nombre mitjà de persones vivint en cada habitatge era de 2,51 i el nombre mitjà de persones que vivien en cada família era de 3,03.
Per edats la població es repartia de la següent manera: un 27,2% tenia menys de 18 anys, un 6,1% entre 18 i 24, un 27,4% entre 25 i 44, un 19,6% de 45 a 60 i un 19,8% 65 anys o més.
L'edat mediana era de 38 anys. Per cada 100 dones de 18 o més anys hi havia 89,4 homes.
La renda mediana per habitatge era de 36.776 $ i la renda mediana per família de 44.453 $. Els homes tenien una renda mediana de 27.596 $ mentre que les dones 20.179 $. La renda per capita de la població era de 16.275 $. Aproximadament el 10,1% de les famílies i el 12,8% de la població estaven per davall del llindar de pobresa.

## Poblacions més properes
El següent diagrama mostra les poblacions més properes.